# Нуэва-Эльвесия
Нуэва-Эльвесия (исп. Nueva Helvecia) — город в юго-западной части Уругвая, на востоке департамента Колония.

## География
Расположен примерно в 120 км к западу от столицы страны, города Монтевидео, и в 14 км к востоку от города Росарио. Город находится на пересечении автомобильных дорог № 52 и № 53, в нескольких километрах к северу от национального шоссе № 1. Абсолютная высота — 41 метр над уровнем моря.

## История
Город был основан в октябре 1861 года и населён преимущественно иммигрантами из Швейцарии. Название города «Nueva Helvecia» в переводе на русский язык буквально значит «Новая Гельвеция», где Гельвеция — античное название Швейцарии. Часть населения была представлена также выходцами из Австрии, Германии, Италии и Франции. 17 августа 1920 года получил статус малого города (Villa), а 11 декабря 1952 года — статус города (Ciudad).

## Население
Население по данным на 2011 год составляет 10 630 человек.
| Год  | Население |
| ---- | --------- |
| 1908 | 3701      |
| 1963 | 8012      |
| 1975 | 8587      |
| 1985 | 8768      |
| 1996 | 9650      |
| 2004 | 10 002    |
| 2011 | 10 630    |

Источник: Instituto Nacional de Estadística de Uruguay

## Известные уроженцы
- Нибиа Сабальсарагай — уругвайская преподавательница литературы и революционерка
- Орасио Троче — уругвайский футболист